# 乔杜里·艾哈迈德·穆赫塔尔
乔杜里·艾哈迈德·穆赫塔尔（1946年6月22日—2020年11月25日），巴基斯坦政治人物，前国防部长。

## 生平
1946年6月22日生于拉合尔。曾在西德取得塑料工艺技术文凭，并在美国加利福尼亚州获得运营管理学硕士学位。1990年加入巴基斯坦人民党，初入政坛。1993年在古杰拉特县当选国会议员，同时担任商务部长。2008年至2012年担任国防部长。2020年11月25日逝世。